# Síndrome de Miller-Dieker
A síndrome de Miller-Dieker é uma doença genética que em 80% dos casos há deleção nova e os 20% restantes herdam um cromossomo com a deleção de um dos pais (que apresenta uma translocação equilibrada). É uma deleção de 1.5 Mb no braço curto do cromossomo 17 (região 17p13.3), caracterizada por um defeito no desenvolvimento do cérebro devido à migração neuronal incompleta. As principais características são lisencefalia clássica e características faciais distintinas.
Apresenta-se com lisencefalia (isto é, parte ou todo o cérebro é liso) tipo I (clássica), microcefalia, associada a anomalias geniturinárias e dismorfias faciais como afundamento bitemporal, nariz arrebitado, estrias verticais na testa e mandíbula pequena. Crianças afetadas também apresentam déficits intelectuais graves, crescimento inadequado, convulsões e hipotonia ou espasticidade. A morte geralmente ocorre antes dos 2 anos de idade, e frequentemente nos primeiros três meses de vida
Deleção visível do cromossomo 17p13.3 foi identificada em aproximadamente 50% dos indivíduos com síndrome de Miller-Dieker por análise citogenética de rotina e, por FISH (Fluorescent in situ hybridization - Hibridização fluorescente in situ) usando provas específicas de DNA, em cerca de 92% dos indivíduos com a síndrome.